# 2-й Бердичівський провулок
 2-й Бердичівський провулок  — провулок в Корольовському районі Житомира. Напрямковий топонім, назва походить від міста Бердичів.

## Історія
Попередні назви провулку — Базарний провулок, Першотравневий провулок.
Рішенням сесії Житомирської міської ради від 28 березня 2008 року № 583 «Про затвердження назв топонімічних об'єктів у місті Житомирі» для урбаноніма було затверджено назву «1-й Бердичівський провулок».